# Bourse de Tunis
Pour les articles homonymes, voir Bourse.
La Bourse de Tunis (arabe : بورصة تونس), appelée officiellement Bourse des Valeurs Mobilières de Tunis (BVMT) depuis le 15 novembre 1995, est une bourse basée à Tunis (Tunisie). Elle est responsable de la gestion, de la sécurité et de la promotion du marché tunisien des valeurs mobilières et ses actionnaires sont les sociétés d'intermédiation en bourse. Son principal indice boursier est le Tunindex.

## Histoire
La création de la Bourse remonte à février 1969. Bien que cette création soit relativement ancienne, le rôle de la Bourse dans le financement de l'économie de la Tunisie est demeuré limité voire insignifiant en raison de la prédominance de l'État et des banques. Ceci se traduit par des niveaux de création monétaire et d'inflation importants.
Cette période est caractérisée par une facilité d'accès aux crédits bancaires et aux aides de l'État, une rémunération très avantageuse des dépôts auprès des banques qui sont réglementés, protégés et exonérés d'impôts et une fiscalité assez lourde des placements en Bourse.
La Bourse est alors plus perçue comme un bureau d'enregistrement des transactions que comme un miroir de l'économie ayant sa place dans le financement des entreprises. D'ailleurs, la capitalisation boursière représente à peine 1 % du PIB à la fin 1986.
Dans le cadre du plan d'ajustement structurel, une réforme du marché financier démarre en 1988 dans le but de mettre en place un cadre juridique permettant au marché de contribuer au financement de l'économie. Les dépôts auprès des banques sont fiscalisés, les taux d'intérêt sur les dépôts baissent à la suite de la baisse du taux d'inflation et l'épargne en valeurs mobilières bénéficie d'une fiscalité favorable avec la suppression de la fiscalité sur les plus-values et sur les dividendes. L'impôt sur les bénéfices des sociétés baisse également de 80 % à 35 %.
En 2015, après une vacance au poste de directeur général de cinq mois, Bilel Sahnoun est nommé directeur de la Bourse, poste où il remplace Mohamed Bichiou,.
En 2016, l'indice de référence de la Bourse tunisienne, Tunindex, connait une hausse de 8,86 %, une hausse confirmée lors de l'exercice 2017 puisqu'il connaît cette année-là une croissance de 14,45 %.
En avril 2018, la BVMT annonce avoir signé une convention de partenariat avec le ministère de la Justice, le but de cette dernière étant de renforcer les compétences de cadres du ministère dans le domaine du marché financier.
En octobre 2019, après avoir évaluer la candidature de la Bourse de Tunis, la World Federation of Exchanges (en) annonce qu'elle devient l'un de ses membres. Cette adhésion permet à la Bourse tunisienne d'accroître la visibilité auprès des investisseurs étrangers, des entreprises cotées chez elle.
En mai 2025, la Bourse de Tunis publie son premier rapport ESG (environnement, social et gouvernance), couvrant l'exercice 2024. Ce rapport s'inscrit dans le prolongement de l'adhésion de la bourse à l'Initiative des bourses durables des Nations unies et du guide de reporting ESG lancé en 2021 en collaboration avec le Conseil du marché financier.

## Profil
Pour atteindre les standards internationaux, une réforme est adoptée avec la promulgation de la loi du 14 novembre 1994 portant réorganisation du marché financier. Cette loi crée la nouvelle autorité publique de régulation : le Conseil du marché financier qui démarre ses activités le 15 novembre 1995. À la suite de cette réforme majeure de la Bourse de Tunis qui institue les bases d'un marché financier potentiellement apte à financer une partie de l'économie, la situation ne cesse d'évoluer : cinquante sociétés sont cotées en mars 2009, pour une capitalisation boursière atteignant 8,7 milliards de dinars (contre 3,1 milliards en 2004), soit 16 % du PIB national.
De nouvelles mesures sont aussi venues accompagner cet effort d'encadrement initié en 1994 dont des incitations fiscales pour les sociétés nouvellement cotées mais aussi d'autres avantages en matière de défiscalisation de patrimoine pour les particuliers (petits porteurs). Cependant, le problème qui persiste est la faible contribution des institutionnels dans le flottant du marché, une situation qui laisse la BVMT encore fragile face à des corrections cycliques (crises mondiales ou encore nationales) même si elle est peu exposée aux capitaux spéculatifs. Par ailleurs, la BVMT bénéficie depuis quelques années, à l'image de tous les marchés émergents, de la manne des pétrodollars des pays du Golfe et se voit attribuer le statut de marché refuge quand les grandes places boursières mondiales manquent de souffle,.

## Directeurs généraux
- 2008-2015 : Mohamed Bichiou[12]
- depuis 2015 : Bilel Sahnoun[13]